# Mauremys
Mauremys je rod želv z čeledi batagurovití. Někteří vědci zahrnují do tohoto rodu i zástupce rodů Ocadia a Chinemys. Zahrnuje 9 druhů, které se vyskytují v Asii, Evropě a Africe. Často se vyskytují ve stojatých vodách nebo na zemi v blízkosti vody, nejčastěji je lze nalézt v mělkých, pomalu tekoucích potocích. Jsou to dobří plavci.

## Druhy
- M. annamensis – želva annámská
- M. caspica – želva kaspická
- M. japonica – želva japonská
- M. leprosa – želva maurská
- M. mutica – želva krátkonosá
- M. nigricans – želva temná
- M. reevesii – želva Reevesova
- M. rivulata – želva tmavobřichá
- M. sinensis – želva čínská

Není neobvyklé, že platné druhy želv jsou i hybridi, kteří jsou vyráběni na farmách a u nichž je většina samců sterilních. Želva Mauremys iversoni je chovaný hybrid mezi Mauremys mutica (obvykle samice) a Cuora trifasciata nebo Cuora cyclornata (obvykle samci). Podobně želvy Mauremys pritchardi, hospodářsky chované i volně žijící jsou kříženci mezi Mauremys reevesii a Mauremys mutica.